# Франц Карл Йозеф фон Хоенлое-Валденбург-Шилингсфюрст
Франц Карл Йозеф фон Хоенлое-Валденбург-Шилингсфюрст (на немски: Franz Carl Joseph zu Hohenlohe-Waldenburg--Schillingsfürst Elect von Augsburg; * 27 ноември 1745, Валденбург; † 9 октомври 1819, Аугсбург) е принц от Хоенлое-Валденбург-Шилингсфюрст, от 1818 до 1819 г. вай-епископ и епископ на Аугсбург, титулярен епископ и епископ на Темпе 1804 г. (в Гърция), също генералвикар на Нойвюртемберг.

## Биография
Той е третият син на княз Карл Албрехт I фон Хоенлое-Валденбург-Шилингсфюрст (1719 – 1793) и първата му съпруга София Вилхелмина Мария фон Льовенщайн-Вертхайм-Рошфор (1721 – 1749), дъщеря на княз Доминик Марквард фон Льовенщайн-Вертхайм-Рошфор (1690 – 1735) и ланграфиня Кристина Франциска Поликсена фон Хесен-Рейнфелс-Ротенбург-Ванфрид (1688 – 1728). Баща му се жени втори път на 29 октомври 1771 г. за принцеса Мария Йозефа фон Залм-Залм (1736 – 1799).
Франц Карл Йозеф е възпитаван от йезуитите, следва в Парма и Страсбург. Той е ръкоположен за свещеник на Кьолн на 7 април 1787 г. По-късно е декан в Елванген, катедрален капитулар в Кьолн, Виена и Страсбург. От 9 август 1802 г. е помощник/вайепископ на епископа на Аугсбург Клеменс Венцеслаус Саксонски († 27 юли 1812).
На 9 август 1802 г. е избран за титулярен епископ на Темпе и на 5 септември 1802 г. титулярен епископ на Темпе (в Гърция). Между 1813 и 1817 г. като вай-епископ той резидира в Елванген и през това време не отива в Аугсбург. Хоенлое е администратор при съсловното събрание Вюртемберг (1815 – 1817). Между 1813 и 1817 г. като вай-епископ той резидира в Елванген и през това време не отива в Аугсбург. На 5 февруари 1818 г. е избран за епископ на Аугсбург и е помазан на 6 април 1818 г.
Умира на 9 октомври 1819 г. в Аугсбург и е погребан в катедралата на Аугсбург.
Франц Карл Йозеф е чичо на Александер фон Хоенлое-Валденбург-Шилингсфюрст (1794 – 1849), титулярен епископ на Сардика (Сердика), син на брат му Карл Албрехт II (1742 – 1796), 3. княз на Хоенлое-Валденбург-Шилингсфюрст (1793 – 1796).